# جو ثاتشر
جو ثاتشر (بالإنجليزية: Joe Thatcher)‏ هو لاعب كرة قاعدة أمريكي، ولد في 4 أكتوبر 1981 في كوكومو في الولايات المتحدة.

## وصلات خارجية
- جو ثاتشر على موقع دوري كرة القاعدة الرئيسي (الإنجليزية)
- جو ثاتشر على موقعبيزبول رفرنس.كوم (الدوري الرئيسي) (الإنجليزية)
- جو ثاتشر على موقعبيزبول رفرنس.كوم (الدوري الثانوي) (الإنجليزية)
- جو ثاتشر على موقع إي إس بي إن.كوم (أم.أل.بي) (الإنجليزية)
- جو ثاتشر على موقع مشجعي الرسوم البيانية (الإنجليزية)